# Gesellschaft vom hl. Apostel Paulus
Die Gesellschaft vom Hl. Apostel Paulus (lat.: Societas a Sancto Paulo Apostolo, Ordenskürzel: SSP) ist ein römisch-katholisches Institut des geweihten Lebens von Männern und Frauen.

## Geschichte und Ziele

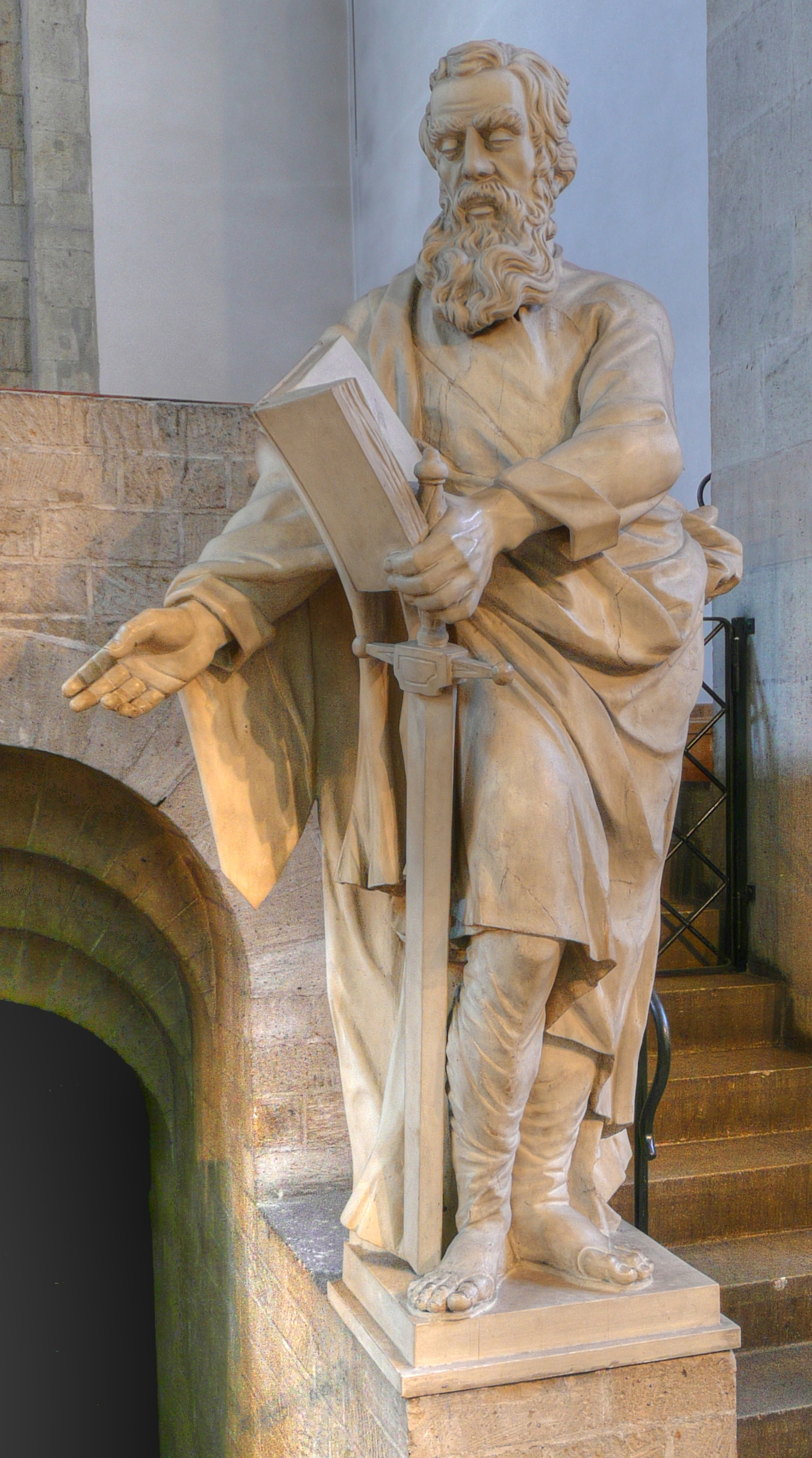
Statue des Apostels Paulus von Tarsus in der Kirche St. Aposteln (Köln)

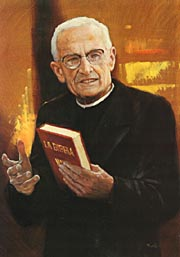
Seliger Giacomo Alberione

Mit der Gründung der Gesellschaft (Brüder und Priester) am 20. August 1914 durch den italienischen Seligen Priester Giacomo Alberione, nahm die „Paulus-Familie“ ihren Anfang, die heute aus verschiedenen Ordensinstituten und Säkularinstituten besteht. Die kirchliche Approbation erfolgte für die Paulus-Schwestern am 27. Juni 1949 durch Papst Pius XII. Heute sind die Brüder, Priester und Schwestern auf allen Kontinenten in über 30 Ländern vertreten. Das Zentrum in Rom bilden Institut und Heiligtum um die Basilika Santa Maria Regina degli Apostoli alla Montagnola. In Deutschland besteht eine Niederlassung in München. Das Ziel der Gesellschaft ist die „Verkündung und Verbreitung des Evangeliums durch die Massenmedien“ und Leben und Arbeiten im Lichte der paulinischen Theologie. Seit 2022 ist Domenico Soliman der Generalsuperior des Ordens.

## Die Paulusfamilie
Die Paulusfamilie beruft sich auf den Namen des Apostels Paulus von Tarsus, dem als Attribute das Buch und das Schwert beigeben werden. Unter dem Dach der Paulusfamilie sind fünf Ordensinstitute und vier Säkularinstitute vereint, hierzu gehören:

### Ordensinstitute
- Die Paulus-Schwestern (Congregatio Filiarum Sancti Pauli, Ordenskürzel: FSP)  bilden die Ordensgemeinschaft  der Frauen, sie wurde 1915 von Tecla Merlo gegründet. Zu ihren Aufgaben zählt die Verkündigung des Evangeliums durch die Massenmedien, denn der Apostel Paulus von Tarsus ist auch Schutzpatron der katholischen Presse.
- Die Paulinischen Mitarbeiter (Associazione dei Cooperatori Paolini)[2] wurden 1918 gegründet. In dieser Gemeinschaft sind Laien und Priester beheimatet, sie wirken bei der Verbreitung des Evangeliums mit Hilfe der Medien mit. Ihre erste Anerkennung erhielt die Gründergruppe 1917 durch  Bischof Giuseppe Francesco Re von Alba.
- Die Schwestern vom Göttlichen Meister (Piae Discipulae Divini Magistri, Ordenskürzel: PDDM)[3] wurden 1924 gegründet. Sie sind ein internationaler Frauenorden, pflegen den kirchlichen Gesang und vollrichten künstlerische Arbeiten, Sakralgeräte für Priester und Liturgie.
- Die Schwestern Jesu des guten Hirten (Suore di Gesù Buon Pastore, Ordenskürzel: SJBP)[4] sind auch unter der Namensbezeichnung „Pastorelle - Hirtin“ bekannt. Die internationale Frauenkongregation wurde 1938 gegründet. Die Schwestern arbeiten überwiegend in den Pfarren, in der Katechese und der Ausbildung  pastoraler Mitarbeitern.
- Die Schwestern der Königin der Apostel (Suore Apostoline)[5] wurde 1959 gegründet und ist die jüngste Ordensgemeinschaft in der Paulusfamilie. Sie widmen sich der Förderung geistlicher Berufe, führen Exerzitien durch und arbeiten mit modernen Kommunikationsmitteln. Ihre Zielgruppe ist vorrangig die Jugend.

### Säkularinstitute
- Das Säkularinstitut der Priestervereinigung (Istituto Gesù Sacerdote, Abkürzung: IGS)[6] wurde 1959 gegründet. Es ist eine Vereinigung von Diözesanpriester, sie legen ein Versprechen nach den evangelischen Räte ab und wollen durch ihr pastorales Handeln in der Nachfolge Jesu Christi leben.
- Das Säkularinstitut Mariä Verkündigung (Istituto Maria Santissima Annunziata, Abkürzung: IMSA)[7]  wurde 1960 gegründet. Es ist eine Vereinigung von Frauen, die in ihren Berufen leben. Sie leben im Geiste ihres Gelöbnisses in Armut, Ehelosigkeit und Gehorsam im Glauben.
- Das Säkularinstitut Hl. Erzengel Gabriel (Istituto San Gabriele Arcangelo)[8] wurde 1960 gegründet. In ihm versammeln sich Männer, die in ihrer Berufswelt leben und nicht in ein Ordensinstitut eintreten wollen. Sie stehen unter der geistlichen Anleitung der Paulus-Patres und legen das  Gelübde zur Ehelosigkeit, der Armut und des Gehorsams ab.
- Das Säkularinstitut Heilige Familie (Istituto Sancta Famiglia)[9] wurde 1960 gegründet und ist eine Gemeinschaft von Verheirateten. Sie ist innerhalb der Paulusfamilie die letzte Gründung von Pater Alberione. Die Mitglieder leben in ihren Familien und legen als Paar das Gelübde der Armut, Keuschheit und des Gehorsams ab.